# Fernando Torres
Pour les articles homonymes, voir Torres.
Ne doit pas être confondu avec le footballeur espagnol Ferran Torres, né en 2000.
Torres  Sanz est un nom espagnol. Le premier nom de famille, en général paternel, est Torres ; le second, en général maternel, souvent omis, est Sanz.
Fernando José Torres Sanz, souvent surnommé El Niño (« le gamin » en espagnol), né le 20 mars 1984 à Fuenlabrada (Province de Madrid, Espagne), est un footballeur international espagnol qui évolue au poste d'attaquant du début des années 2000 à la fin des années 2010. 
Attaquant complet, rapide, doté d'une très bonne technique individuelle et d'un grand sens du but, il se révèle à l'Atlético de Madrid, puis confirme avec Liverpool en devenant l'un des meilleurs joueurs du monde. Il termine 3e du Ballon d'or 2008.
Il est ensuite transféré à Chelsea, club avec lequel il gagne la FA Cup en 2012, puis la Ligue des champions la même année et la Ligue Europa l'année suivante. Son passage à Chelsea est cependant marqué par une nette baisse de forme due à de multiples blessures, et un manque de confiance en lui sur le terrain, qui lui valent de nombreuses critiques. Il rejoint par la suite l'AC Milan puis fait un retour au sein de son club formateur, l'Atlético. Après trois saisons dans la capitale madrilène, Torres rejoint le club japonais du Sagan Tosu en 2018 et y finit sa carrière l'année suivante. 
Il devient, au mois de mars 2013, le premier joueur de l'Histoire du football à avoir marqué au moins un but dans sept compétitions de clubs différentes en une seule saison (FA Cup, Ligue des champions, Ligue Europa, Premier League, Mondial des clubs, League Cup, Community Shield). Le 15 mai 2013, il remporte la finale de la Ligue Europa 2012-2013 (score final : 1-2 en faveur des Blues), lors de laquelle il ouvre le score face au Benfica Lisbonne. 
Avec l'Espagne il a remporté le championnat d'Europe 2008 en inscrivant le but victorieux lors de la finale contre l'Allemagne. En 2010, il gagne la Coupe du monde. En 2012, il gagne pour la seconde fois le championnat d'Europe en marquant un but et en faisant une passe décisive pour Mata en finale, devenant ainsi le 1er joueur et seul de l'histoire à avoir marqué dans deux finales de Championnat d'Europe et du même coup termine en tant que meilleur buteur de l'Euro 2012 avec 3 buts et 1 passe décisive en 189 minutes. Il termine meilleur buteur de la Coupe des confédérations 2013 avec 5 buts devant Fred (5 buts également) en raison d'un temps de jeu inférieur. Avec ses compatriotes Juan Mata et Pedro et les Allemands Jürgen Kohler et Andreas Möller, il fait partie des joueurs à avoir gagné les quatre titres internationaux considérés comme majeurs ; la Coupe du monde, l'Euro, la Ligue des champions et la Ligue Europa. 
À 35 ans, le 21 juin 2019, il a annoncé sa décision de mettre fin à sa carrière.

## Biographie

### Débuts à l'Atlético de Madrid (2000-2007)

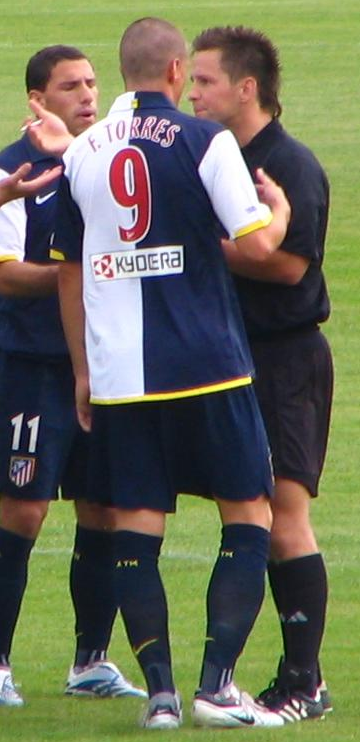
Fernando Torres sous les couleurs de l'Atlético Madrid

D'origine galicienne, Fernando Torres est né à Fuenlabrada dans la banlieue de Madrid. Il commence le football à l'âge de cinq ans au Parque 84. Il participe à des tournois en salle et rejoint à 11 ans les équipes de jeunes de l'Atlético de Madrid après avoir joué pour Rayo 13, le club de son quartier madrilène.
En 1997, l'Italien Christian Vieri rejoint le Club Atlético de Madrid et devient une source d'inspiration pour le jeune Fernando. Attaquant puissant et complet, Vieri passe une seule saison en Espagne, et finit meilleur buteur de la Liga avec 24 buts en 24 rencontres, marquant à jamais le jeune Torres alors encore adolescent, comme celui-ci le racontera plus tard dans sa biographie.
Fernando Torres signe son premier contrat en 1999 et fait ses débuts sous les couleurs de son club formateur (l'Atlético) à l'âge de 17 ans, le 27 mai 2001 face à Leganés, l'Atlético évoluant alors en 2e division espagnole. Pour son premier match, il porte le numéro 35. Torres inscrit son premier but face à Albacete Balompié.
Torres participe à la remontée de l'Atlético Madrid et inscrit 13 buts lors de sa première saison dans l'élite, à l'âge de 19 ans. Attaquant précoce, il est déjà capitaine de l'équipe. Doté d'un jeu de tête et d'un sens du but remarquable pour son âge, El Niño s'impose même parmi les meilleurs goleadors du championnat. Il marque 19 fois puis 16 fois lors des deux saisons suivantes. Mais les performances mitigées de l'autre club de Madrid n'offrent que peu d'échos aux exploits de son buteur.
Durant l'été 2004 l'Atlético dispute la Coupe Intertoto et Torres inscrit deux buts face à l'OFK Belgrade, avant que le club ne soit éliminé par Villarreal au cinquième tour de la compétition. Il forme un beau duo avec Mista puis Sergio Agüero. En 2007, au mercato d'été, El Niño s'engage pour six ans dans le club de Liverpool FC, vice-champion d'Europe. Luis García fait le chemin inverse le même jour bien que « sans aucun rapport » selon l'entraîneur. Le montant payé par les Reds est de 36 millions d'euros, ce qui en fait le footballeur espagnol le plus cher de l'histoire après Gaizka Mendieta (transféré pour 48 millions d'euros). Au total, il aura marqué 91 buts en 243 matchs pour l'Atlético.

### Le grand saut à Liverpool (2007-2011)

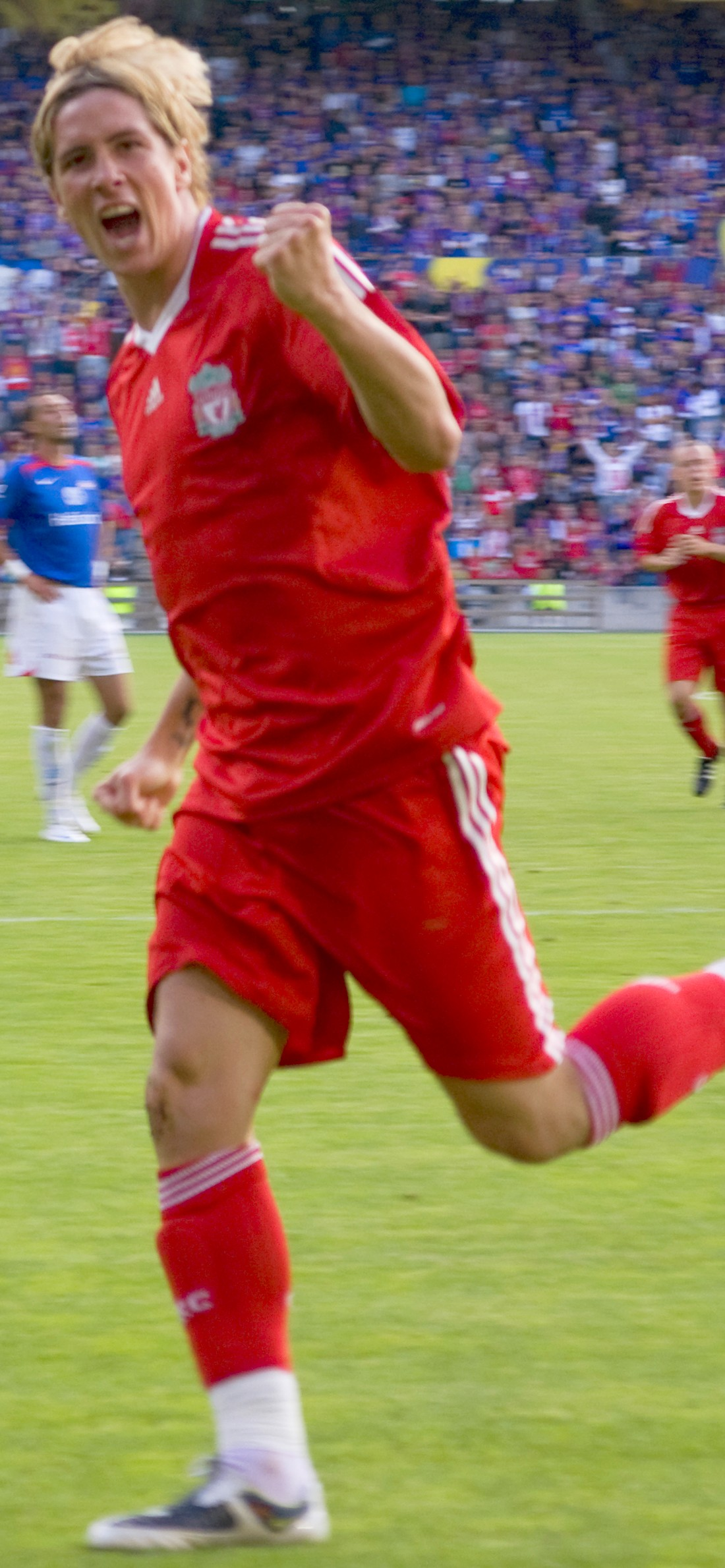
Fernando Torres à Liverpool.

La signature du jeune attaquant espagnol est l'un des faits marquants du mercato d'été 2007. Liverpool paie 36 millions d'euros afin de faire venir Torres, faisant de lui le plus gros transfert jamais effectué par ce club. La pression est donc très forte, d'autant que El Niño récupère le numéro 9 d'une ancienne idole du Kop, Robbie Fowler. Ses débuts sont excellents et il fait preuve de son adaptation rapide au jeu anglais en inscrivant son premier but à Anfield, face à Chelsea. Seul attaquant à véritablement émerger chez les Reds, il est de plus en plus comparé à Ian Rush, l'une des figures emblématiques du club. Il marque 33 buts toutes compétitions confondues pour sa première saison chez les Reds en 46 matchs dont 24 en Premier League, 6 en Ligue des champions et 3 en League Cup. Il inscrit notamment le 5 octobre 2008 le 1000e but du club de Liverpool en Premier League face à Manchester City, lors d'un match au cours duquel il signe un doublé. Le duo qu'il forme avec Steven Gerrard devient l'un des tout meilleurs : à eux deux, ils marquent 35 buts en Premier League. Torres est alors considéré comme un des meilleurs joueurs au monde avec 48 buts en 37 matchs.
Malgré ses blessures, il inscrit 22 buts durant la saison 2008-2009 dont des buts importants contre Chelsea, Arsenal, Manchester City, Everton, Manchester United et le Real Madrid.
La saison 2009-2010 démarre bien car il inscrit 10 buts en 11 matchs de Premier League. À 25 ans Fernando Torres est considéré comme un des meilleurs attaquants au monde d'après les spécialistes de football. Mais Torres ne parvient pas à percer en Ligue des champions où Liverpool concède deux défaites en trois matchs. Le 29 décembre 2009, il inscrit son 50e but en Premier League sous les couleurs de Liverpool à la 93e minute face à Aston Villa et devient le plus rapide buteur des Reds en marquant 50 buts en 72 apparitions en Premier League. Malgré les blessures, Torres fait une bonne saison avec 18 buts en 22 apparitions en championnat.
Au mercato d'été 2010, l'avenir du Kid est incertain. Manchester City et Chelsea sont à l'affut pour le recruter, sa clause liberatoire est de 127 millions en raison de ses deux années restantes de contrat avec Liverpool, mais El Niño décide de rester en Mersey près de ses coéquipiers Reds.
Le début de saison 2010-2011 reste difficile pour les Reds avec 6 points en 7 journées de championnat de Barclays Premier League. Fernando Torres inscrit son premier but de la saison face à West Bromwinch Albion d'une superbe reprise de volée. Il se blesse face à Blackpool et ne peux rejoindre sa sélection pour les qualifications pour l'Euro 2012. Il est déclaré apte pour jouer le derby face à Everton l'ennemi juré du club. Liverpool perd finalement 2-0, ce qui plonge le club dans une crise sportive.
Les rumeurs de départ autour d'El Niño sont relancés et Manchester City, Chelsea, et Manchester United sont à l'affût pour le mercato d'hiver. Lors de la 11e journée du championnat de Premier League 2010-2011, Fernando Torres inscrit un doublé, dont une superbe frappe de l’intérieur du pied à gauche de la surface dans la lucarne opposée, qui permet à Liverpool de s'imposer 2-0 face au leader Chelsea.
Cependant El Niño réalise une première partie de saison décevante au vu de son talent, ses performances médiocres ne sont pas étrangères aux résultats très inquiétants de Liverpool. Lors du match qui opposa Liverpool à Bolton, Torres réalise une très bonne prestation, marquant même le but de l'égalisation d'une magnifique reprise de volée du pied droit dans la lucarne.
Il marque ses deux derniers buts pour les Reds face au Wolves fin janvier 2011.

### Des débuts difficiles à Chelsea (2011-2014)
Le 31 janvier 2011, il signe un contrat de cinq ans et demi à Chelsea contre une indemnité de transfert de 58,5 millions d'euros, somme record pour un club anglais lors d'un mercato hivernal qui fait alors de lui le quatrième joueur le plus cher de l'histoire,. Ce départ vers le club londonien, provoque la colère des supporters des Reds qui n'ont pas hésité à brûler le maillot de leur ancienne idole.
Le 6 février 2011, lors de la 25e journée de Premier League, il joue son premier match avec Chelsea contre… Liverpool, son ancien club. Accueilli chaleureusement par les supporteurs des Blues, il fut l'auteur d'une prestation jugée décevante et ne put empêcher la défaite 1 à 0 de sa nouvelle équipe à Stamford Bridge. Quelques fans de Liverpool FC l'ont hué, et ont chanté What's the score Torres ? juste après le but de Raùl Meireles et sa sortie du jeu.

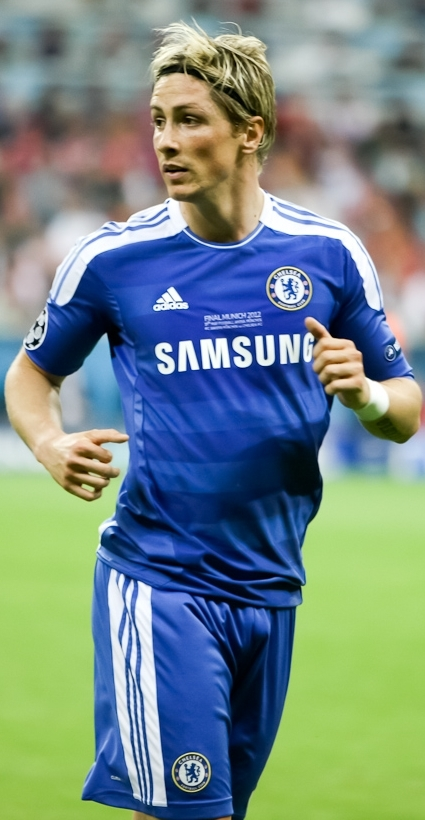
Torres à Chelsea

Jusqu'au mois d'avril, Torres reste toujours muet avec les Blues et son rendement est durement remis en cause, c'est pourquoi des rumeurs de transfert laissent entendre que Fernando Torres quitterait le club londonien lors du prochain mercato estival.
Le 23 avril 2011, il marque son tout premier but pour Chelsea face à West Ham United. Entré en tant que remplaçant, il permet à Chelsea de mener 2 à 0 à la 84e minute de jeu. Ce but sera suivi d'un autre de Florent Malouda, sur service d'El Niño, à la 90e minute de jeu.
Le 1er mai face à Tottenham, il fait encore une mauvaise prestation et il est remplacé par Kalou à la 65e minute. En quatre mois à Chelsea, il aura inscrit un seul but en 18 matchs.
Il commence cependant la saison 2011-2012 de manière plus convaincante. Le nouvel entraîneur de Chelsea, André Villas-Boas, lui fait confiance. Ses prestations sont meilleures par ses dribbles et par son implication, malgré le manque de réalisations. Son entente avec Didier Drogba est de plus en plus évidente, ce qui laisse entrevoir une saison 2011-2012 plus réussie.
Mais le 10 septembre 2011, il déclare dans la presse que ses coéquipiers sont « vieux [et] jouent lentement ». André Villas-Boas, l'entraîneur de Chelsea, affirme qu'une enquête sera menée, et que si les propos rapportés sont exacts, il y aura sanction.
Le 18 septembre 2011, il inscrit son premier but de la saison à Old Trafford, et réalise probablement le plus gros raté de sa carrière. Seul face à un but vide celui-ci parvient quand même à la mettre à côté, empêchant ainsi Chelsea de rattraper son rival mancuniens au score. Ses prestations irrégulières s'ajoutant à un manque de réalisme font largement douter la presse anglaise et les supporters de Chelsea.
Le 20 octobre 2011, Chelsea reçoit le champion de Belgique, le KRC Genk. El Niño fait alors sa meilleure prestation depuis ses débuts avec les Blues en inscrivant un doublé, et permet à son club de s'imposer 5-0 à Stamford Bridge.
Fernando Torres perd sa place de titulaire à la pointe de l'attaque de Chelsea au profit de Didier Drogba. Le 6 décembre 2011 dans un match capital contre Valence pour la qualification de Chelsea en 8e de finale de Ligue des champions Drogba inscrit un doublé tandis que Torres le remplace à la 75e minute. Il touchera seulement 3 ballons et sa performance sera jugée encore une fois très décevante.
Le 26 décembre lors du boxing day il connait sa première titularisation depuis près de deux mois. Il fait une prestation correcte et est élu homme du match par les supporters.
En mars 2012, André Villas-Boas, entraîneur des Blues, est limogé et remplacé par Roberto Di Matteo.
Le 14 mars, Chelsea reçoit Naples en huitièmes de finale retour de la Ligue des champions. Au match aller les Blues se sont inclinés (3-1). Cependant, Chelsea réussit à mener 3 à 1 obtenant ainsi une prolongation. Torres remplace Daniel Sturridge au début des prolongations et manque de faire gagner son équipe lors d'une mauvaise sortie du gardien Morgan De Sanctis. Malgré son faible temps de jeu, sa prestation est plutôt réussie et son équipe parvient à l'emporter grâce à un but d'Ivanović.
Quatre jours plus tard, lors du match opposant Chelsea et Leicester City, en quart de finale de la F.A. Cup, Torres est titularisé et inscrit deux buts et délivre deux passes décisives. Il n'avait plus marqué de buts depuis le 19 octobre 2011 et 1586 minutes de jeu soit 26 heures 26 minutes. Reconsidéré par les dirigeants et les supporteurs des Blues, il est de nouveau titulaire face à Manchester City (29e journée de Premier League). Cependant Torres se crée peu d'occasions et cède sa place à Didier Drogba, 20 minutes avant la fin de la rencontre, contraint d'assister à la défaite de son équipe sur le banc.
Entré en jeu en cours de match face à Tottenham Hotspur, le 24 mars, il ne marque pas et les équipes se séparent sur un score vierge. Le 31 mars 2012, lors de la victoire de Chelsea face à Aston Villa (2-4), il inscrit un but à la 90e minute. Contre Fulham, Di Matteo lui renouvelle sa confiance en le titularisant ; sa prestation est toutefois médiocre et Torres ne parvient pas à se créer des occasions. Les commentateurs s'accordent cependant pour remarquer une amélioration dans le jeu d’El Niño qui commence à retrouver une certaine coordination dans ses mouvements. Néanmoins, le réalisme face au but lui fait toujours défaut.
En demi-finale de Ligue des champions, Chelsea affronte le FC Barcelone au Camp Nou (2-2). Fernando Torres offre la qualification aux siens en inscrivant un but crucial dans les dernières minutes du match, qui met un terme aux ultimes espoirs blaugrana. À la suite de cette rencontre, il annonce dans la presse qu'il espère que ce but marque « un nouveau départ » pour lui. En confiance, il s'offre, une semaine après, son premier triplé sous les couleurs de Chelsea face à l'équipe des Queens Park Rangers, balayée 6 à 1 par les hommes de Di Matteo.
Le 5 mai 2012, Chelsea remporte la finale de FA Cup contre Liverpool grâce à une victoire 2 buts a 1. Cette victoire est synonyme de premier titre en club pour Fernando Torres bien qu'il n'y contribue pas, n'étant pas rentré en jeu. Malgré tout, Fernando Torres qui avait prétendu quitter Liverpool pour remporter des titres avec Chelsea voit ses espérances réalisées.
Le 19 mai 2012, il gagne avec Chelsea sa première Ligue des champions après être entré à la 83e minute à la place de Salomon Kalou. Il se montre très vite efficace et provoque notamment le corner sur lequel Drogba égalise. Il ne participe cependant pas à la séance de tirs au but remportée 4-3 face au Bayern Munich.
Torres affirme que cette victoire est une sorte de consolation pour lui, mais elle n'empêche pas le fait que sa saison fut très difficile. Très souvent, il a dû faire face à un manque de confiance des dirigeants, mais le joueur retrouve des couleurs et le soutien du public après son but face à Barcelone. Sa fin de saison est encore plus encourageante, couronnée par une victoire à l'Euro 2012 avec sa sélection lors duquel il termine meilleur buteur.

#### Saison 2012-2013
Sa saison 2012-2013 commence par un match comptant pour la finale de la Community Shield face à Manchester City. Torres, continuant sur sa lancée de l'Euro 2012, fait une bonne prestation et marque un but du gauche à la 40e minute, malgré la défaite de Chelsea 2-3. Lors des quatre premiers matchs officiels de la saison, Torres fera trembler les filets par trois fois. Lors de la 2e journée de Premier League, contre Reading, il inscrit le but de la victoire, servi (en position de hors-jeu) par Ashley Cole (score final 4-2). La journée suivante, il inscrit un superbe but contre Newcastle (2-0), puis marque ensuite contre Arsenal Football Club (2-1) et Norwich (4-1).
Cependant, après un début de saison convaincant, Fernando a de nouveau une baisse de régime qui est liée à la mauvaise série de son club en championnat. À la suite de la lourde défaite de Chelsea en Ligue des champions, Roberto Di Matteo est limogé, en partie à cause de la défaite mais aussi car Torres a commencé ce match sur le banc. Roman Abramovitch décide alors de nommer Rafael Benitez comme entraîneur jusqu'à la fin de saison, pour relancer l'équipe mais aussi son attaquant en manque d'efficacité.
Lors de la dernière journée de la phase de groupe de Ligue des champions, les Blues écrasent Nordsjælland sur le score de 6-1, Torres fait une très bonne prestation et réalise un doublé, ce qui n'empêchera pas son équipe de finir troisième de son groupe. Continuant sur sa bonne lancée, il inscrit de nouveau un doublé 3 jours plus tard, contre Sunderland. Le 23 décembre 2012, il inscrit un magnifique but de la tête contre Aston Villa lors de l'écrasante victoire des Blues 8-0. L'impact de Benitez est indéniable car Fernando inscrit ce jour-là son 7e but en 6 matches toutes compétitions confondues.
Le 27 janvier 2013, il inscrit le but égalisateur (2-2) au 4e tour de la FA cup face à Brentford à la 83e. Il s'ensuit une très jolie passe décisive pour Mata le 30 janvier lors de la 24e journée de PL face à Reading. En Ligue Europa, il inscrit le but de la qualification pour les quarts de finale de cette compétition contre le Steaua Bucarest le 14 mars 2013 (3-1). L'Europe lui sourit, le 4 avril 2013 il inscrit un doublé décisif contre le Rubin Kazan dans les quarts de finale de Ligue Europa au match aller, et récidive le coup au retour en ouvrant le score à la 4e minute.
Le 15 mai 2013 lors de la finale de la Ligue Europa, Torres inscrit le premier but de Chelsea face au Benfica Lisbonne qui est suivi du but de Branislav Ivanović à la 92e minute, ce qui permet à Chelsea de l'emporter 2-1. Cette victoire en Ligue Europa met un terme à une bonne saison de la part de Torres, sa meilleure à Chelsea en termes de statistiques.

#### Saison 2013-2014
Il commence la saison 2013-2014 en tant que titulaire lors du premier match de la saison contre Hull City en provoquant un penalty raté par Frank Lampard et en provoquant un coup franc cette fois-ci transformé par ce même Frank Lampard. Cependant, le 29 août, Chelsea recrute le Camerounais Samuel Eto'o en provenance de l'Anji Makhatchkala (peu de temps après le prêt de Romelu Lukaku qui aurait été son concurrent direct pour le poste d'avant centre), ce qui les met en concurrence, avec Demba Ba qui est toujours là. Malgré cela, il est titulaire pour la finale de la Supercoupe d'Europe contre le Bayern Munich (défaite 2-2 t.a.b 5-4), et y marque son premier but de la saison.
Mais Eto'o monte en puissance et commence à gagner sa place en pointe de l'attaque des Blues, ce qui relègue Torres sur le banc face à Everton (défaite 1-0) et qui le fait descendre dans la réserve contre Bâle en Ligue des champions, match que Chelsea perd 2-1 après notamment une mauvaise prestation d'Eto'o. Il est cependant titularisé quelques fois et il réalise un match plein contre Manchester City le 27 octobre en délivrant une passe décisive à André Schürrle et en marquant le but de la victoire après une mésentente entre Joe Hart et son défenseur (score final 2-1).
Il regagne peu à peu sa place en enchainant deux bonnes performances contre Southampton en marquant le premier but (victoire 3-0) et contre Hull City (victoire 2-0). Il se blesse deux semaines mais revient en forme le 26 février lors du match opposant Chelsea à Galatasaray en inscrivant le seul but de Chelsea de cette rencontre (score final 1-1).
Il retrouve son club formateur de l'Atlético Madrid le 20 avril à Vincente Calderon. Il reçoit une ovation au début du match. Lors du match retour il marque un but mais ne peut empêcher la défaite de son équipe qui se retrouve éliminée (score final 1-3).
Lors de son dernier match de la saison avec Chelsea, il offre la victoire aux siens grâce à un but face à Cardiff City (score final 2-1).
Sa saison est jugée relativement modeste. Lors de la pause estivale, il affirme avoir besoin de davantage de temps de jeu, chose que l'entraîneur de Chelsea, José Mourinho, ne peut pas lui promettre. Un départ de Chelsea est alors envisagé par l'attaquant espagnol, qui n'aura pas vraiment concrétisé les espoirs placés en lui à l'époque où il avait décidé de quitter Liverpool.

### Passage à l'AC Milan (2014-2015)
Durant l'intersaison 2014, l'AC Milan et Chelsea tombent d'accord pour un prêt de deux ans de Fernando Torres.
Le 20 septembre, il dispute ses premières minutes en Serie A en remplaçant Andrea Poli lors de la défaite 1-0 de son club face à la Juventus. Le 23 septembre, il inscrit son premier but sous ses nouvelles couleurs lors d'un match nul face à Empoli (2-2). Le 27 décembre 2014, le club milanais annonce le transfert permanent de Torres, effectif le 5 janvier 2015. Son passage au club milanais fut  globalement décevant, le joueur étant peu titularisé et peu efficace.

### Retour à l'Atlético de Madrid (2015-2018)

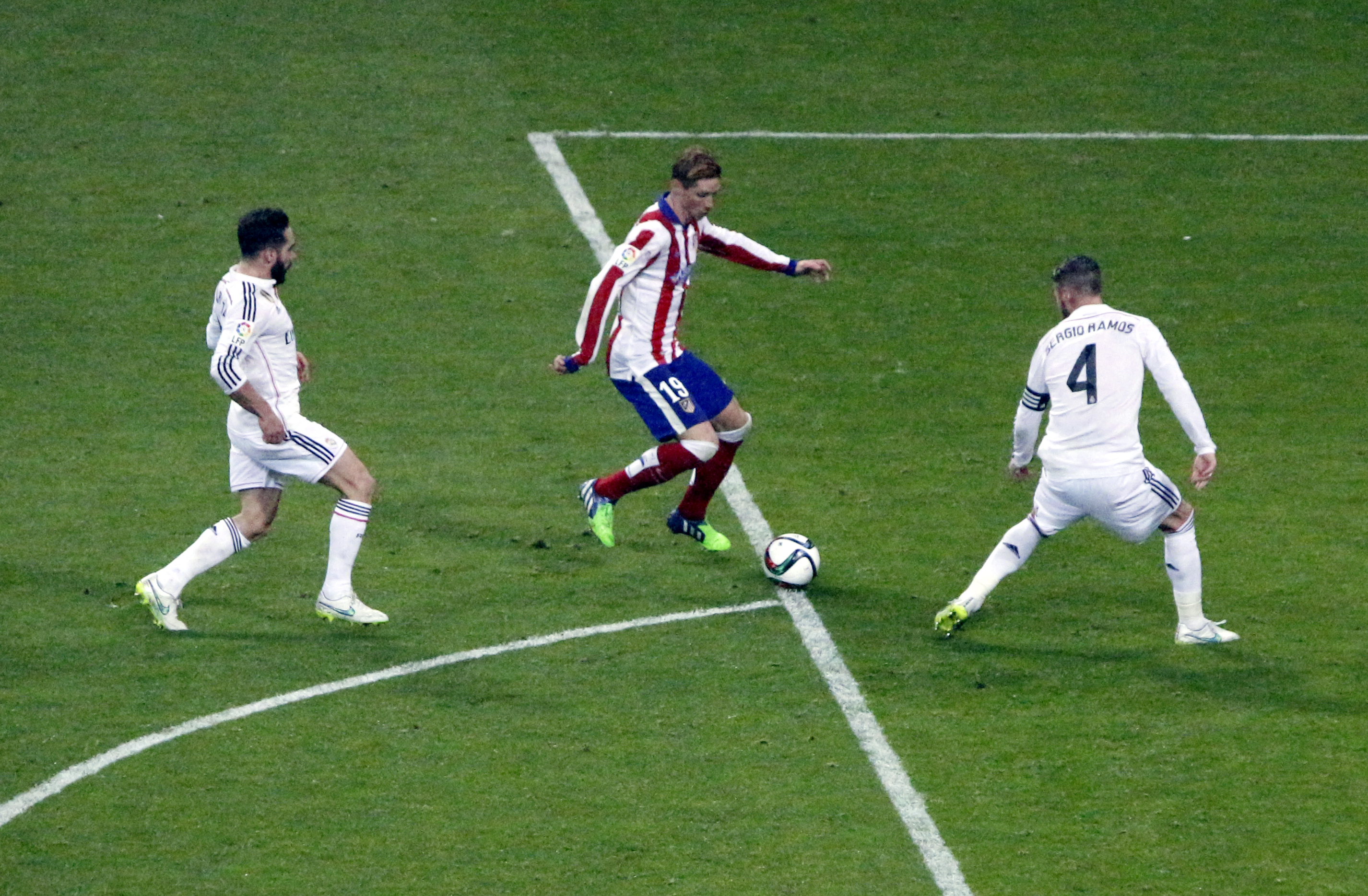
Torres lors du match de Coupe du Roi contre le Real Madrid en 2015.

Le 29 décembre 2014, l'Atlético de Madrid officialise le retour de Fernando Torres dans ses rangs dans le cadre d'un prêt de 18 mois, effectif à partir de janvier 2015. Il hérite du no 19 laissé vacant depuis le départ de Diego Costa à Chelsea.
Le 4 janvier 2015, il est officiellement présenté devant plus de 45 000 personnes et dispute son premier match face au Real Madrid le 7 janvier 2015 en tant que titulaire à l'occasion d'un huitième de finale aller de Coupe du Roi.
Lors du match retour contre le Real Madrid au Bernabeu, le 15 janvier 2015, il signe un doublé à la première minute de chaque période qui permet à son club de se qualifier pour le tour suivant (score cumulé : 4-2). Lors du match retour du quart de finale opposant l'Atlético de Madrid au FC Barcelone, il inscrit encore un but après seulement quarante secondes de jeu mais ne peut empêcher la défaite des siens (2-3). Ses bonnes performances depuis son retour à l'Atlético après une longue période de doutes sont largement saluées par la presse et les réseaux sociaux.
Le 21 mars 2015, il marque son premier but en Liga depuis son retour en Espagne sept ans après contre Getafe dès la 3e minute de jeu lors d'une victoire 2 à 0 de son équipe.
Fernando Torres commence bien la saison 2015-2016 de Liga sous les couleurs de l'Atlético de Madrid puisqu'il est l'auteur de deux buts et d'une passe décisives lors des quatre premiers matches du championnat espagnol. Le 6 février 2016 face à la SD Eibar, il inscrit son 100e but sous les couleurs de l'Atlético.
Le 28 mai 2016, il s'incline en finale de Ligue des Champions avec l'Atlético Madrid contre le rival d'antan, le Real Madrid. Au terme de la rencontre, le Real Madrid l'emporte aux tirs au but (5-3) à la suite d'un match nul un but partout. Torres jouera tout le match mais n'aura pas le loisir de tirer un pénalty. Une défaite amère pour lui et l'Atlético de Madrid .
Le 4 juillet 2016, en fin de contrat avec l'AC Milan, il prolonge d'une année supplémentaire avec l'Atlético de Madrid,.
Le 2 mars 2017, lors d'un match de Liga face au Deportivo la Corogne (1-1), il frôle la mort sur la pelouse du Stade de Riazor, après avoir subi un violent choc à la tête au cours d'un duel aérien avec Álex Bergantiños à la 85e minute. Sauvés par ses coéquipiers Gabi et Šime Vrsaljko, qui ont immédiatement ouvert sa bouche afin d'éviter qu'il n'avale sa langue, il est évacué sur civière et directement conduit à l'Hôpital HM Modelo, où il passera la nuit en observation et dont il sortira le lendemain. Souffrant d'un traumatisme cranio-encéphalique, il manque les deux matchs suivants de l'Atlético face à Valence (victoire 3-0) et Grenade (victoire 0-1). Il fait finalement son retour sur les terrains, le 19 mars 2017 face à Séville (victoire 3-1). Muet lors de cette rencontre, El Niño recommence à briller lors de la suivante, le 1er avril 2017, face au Málaga CF (victoire 0-2), en délivrant pour la première fois de sa carrière deux passes décisives dans un même match de Liga (une performance qui permet à l'Atlético de remonter sur le podium).
Le 5 juillet 2017 il prolonge jusqu'en 2018 avec l'Atletico de Madrid.
Le 15 mars 2018, il inscrit deux buts (dont un sur penalty) en cinq minutes lors du match retour opposant le Lokomotiv Moscou à l'Atlético Madrid (1-5) en huitième de finale de la Ligue Europa 2017-2018. Ce sont ses derniers buts inscrits dans une compétition européenne. 
Le 15 avril 2018, il inscrit son 100e but en Liga (victoire 3 à 0 face à Levante UD).
Le 16 mai 2018, il joue les dernières secondes de la finale de la Ligue Europa 2017-2018 (que l'Atlético Madrid remporte en battant l'Olympique de Marseille sur le score de 0-3) après qu'Antoine Griezmann l'ai généreusement laissé entrer sur le terrain en demandant son remplacement. 
Le 20 mai 2018, pour son dernier match avec les Rojiblancos, il porte le brassard de capitaine et s'offre un doublé face à la SD Eibar (match nul 2-2).

### Départ au Sagan Tosu et fin de carrière (2018-2019)
Fernando Torres s'engage avec le club de Sagan Tosu, l'un des premiers clubs à s'être intéressé à lui pour sa fin de carrière, évoluant en J-League japonaise 1, durant l'été 2018 et cela pour une durée de 18 mois. 
Arrivé cet été au Japon pour finir sa carrière, Fernando Torres était à la peine devant le but, et rivalisait de malchance dans la finition. Après 7 matchs de championnat, El Niño n’avait toujours pas marqué le moindre but sous les couleurs du Sagan Tosu. 
C’est maintenant de l’histoire ancienne puisque Torres a enfin ouvert son compteur, lors d’une rencontre en Coupe de l’Empereur. Ce match était d’ailleurs l’occasion de retrouver son compatriote espagnol, Andrés Iniesta, puisqu’il affrontait le Vissel Kobe.  Quelques jours plus tard, le 26 août dernier, il marquait en championnat. Mais depuis plus rien, un mutisme qui durait donc depuis presque deux mois. C’est face au Vegalta Sendai que Torres a retrouvé le chemin du but, doublant la mise à la 39e minute. Victoire finale du Sagan Tosu 3-2. Le 24 novembre 2018, en offrant la victoire aux siens sur le score de 2-1, Torres a également permis à son club d’éviter la descente directe en 2e division. 
Il a inscrit 4 buts en une trentaine de matches. Il avait décidé de rallier le Japon comme une dernière étape. Le 21 juin 2019, il met un terme à sa riche carrière. 

### En équipe nationale

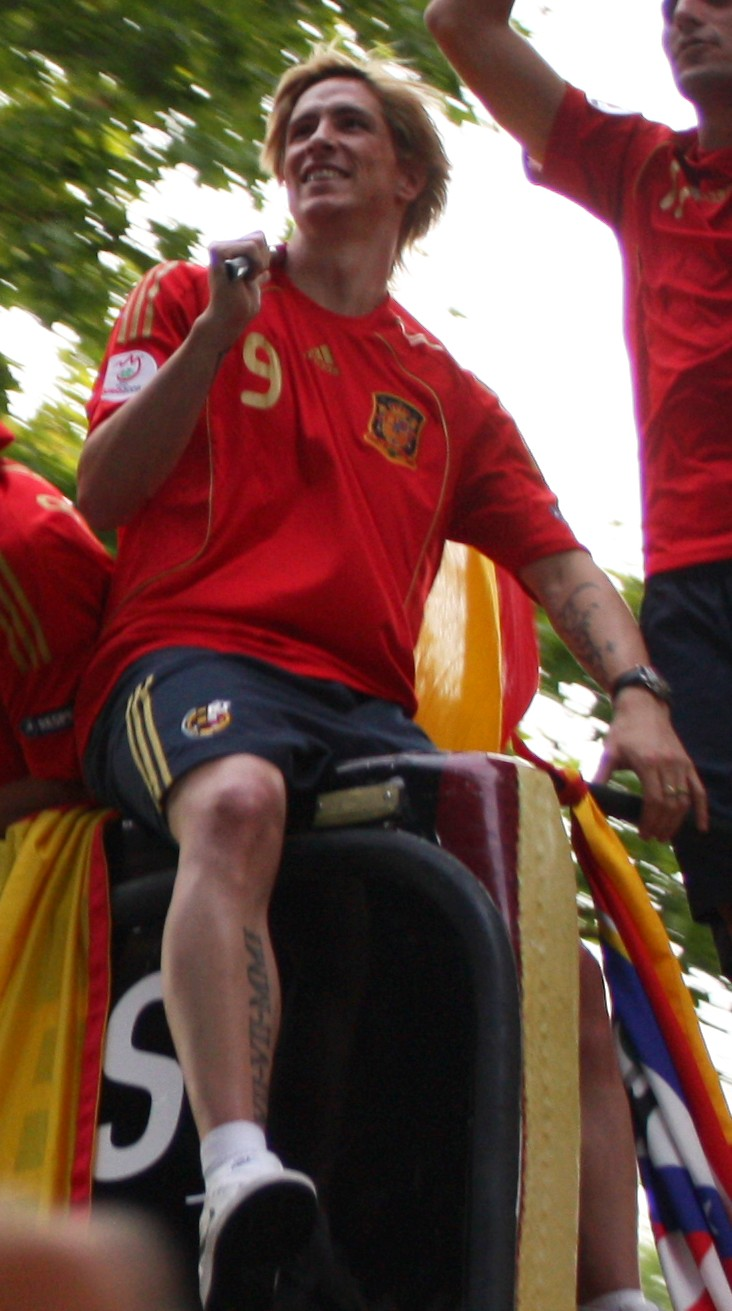
Célébration de la coupe d'Europe de 2008

#### Équipes junior
En 2001, Fernando Torres défend les couleurs espagnoles lors de l'Euro des moins de 16 ans disputé en Angleterre. Le 6 mai, lors de la finale, il donne la victoire à l'Espagne face à la France grâce à un pénalty transformé à la 77e minute. Torres est le meilleur buteur du tournoi avec 7 buts, devant Florent Sinama-Pongolle, et est élu meilleur joueur. Lors du championnat du monde des moins de 17 ans disputé en septembre 2001 à Trinité-et-Tobago il fait partie de l'équipe d'Espagne éliminée au premier tour. Il devient ensuite champion d'Europe des moins de 19 ans le 28 juillet 2002. Avec 4 buts, dont un lors de la finale, Torres est le meilleur buteur du tournoi disputé en Norvège, il est à nouveau élu meilleur joueur.

#### Premières sélections
Sa première sélection nationale remonte à septembre 2003 lors d'un match amical opposant l'Espagne au Portugal. Il est rappelé pour la rencontre face à l'Ukraine lors des éliminatoires pour l'Euro 2004, match au cours duquel il manque un penalty. Fernando Torres est retenu par le sélectionneur espagnol Iñaki Sáez pour participer à l'Euro 2004. Entré en jeu à la 77e minute lors du match Espagne-Russie, puis à la 80e minute d'Espagne-Grèce, Torres est titularisé lors de la troisième rencontre face au Portugal. Il tire sur le poteau en seconde période. L'Espagne s'incline 1 à 0 et est éliminée au premier tour. 

#### Coupe du monde 2006
Il fait également partie du groupe sélectionné par Luis Aragonés qui parvient à se qualifier pour la Coupe du monde 2006 après avoir écarté la Slovaquie lors des barrages. À l'aller, Torres inscrit le troisième but des Espagnols, qui s'imposent largement 5 à 1, avant d'obtenir un nul (1-1) à Bratislava grâce à David Villa. Il marque son premier but en Coupe du monde lors d'une victoire face à l'Ukraine en phases de poules. Il récidive face à la Tunisie en inscrivant un doublé permettant aux siens de confirmer une qualification en huitièmes de finale. Mais la sélection espagnole se fait éliminer 3 à 1 en huitième de finale par la France.

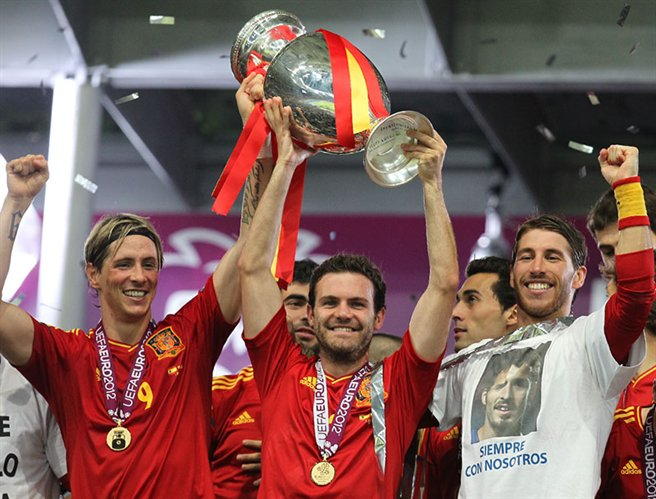
Torres, Juan Mata et Sergio Ramos célébrant l'Euro 2012.

#### Euro 2008
Le 14 juin 2008, il marque son premier but du tournoi lors d'une rencontre face à la Suède remportée par la Roja 2-1. Le dimanche 29 juin 2008, il inscrit le seul but de la finale de l'Euro 2008 à la 33e minute du match face à l'Allemagne, permettant à son équipe de remporter la compétition. Lors de la Coupe des Confédérations 2009, Torres signe le plus rapide triplé de l'histoire du football et son premier en sélection nationale contre la Nouvelle-Zélande où l'Espagne s'impose 5-0.

#### Coupe du monde 2010
Après l'Euro 2008, la Coupe du monde de football 2010. Torres est titularisé lors des premiers matches de groupes mais, à la suite de faibles performances par rapport à David Villa, il sera ensuite remplaçant. Cette méforme se justifie par ses deux blessures durant la saison 2009/2010 pendant laquelle il aura tout de même inscrit 18 buts en 21 matchs. Il rentrera pour les autres matches en deuxième période. L'Espagne réussit à se qualifier pour la finale (défaite contre le Suisse puis victoires contre le Honduras, le Chili, le Portugal, le Paraguay, l'Allemagne). Il rentre en seconde période de la finale face aux Pays-Bas et est à l'origine du but après un centre dévié, but qui permettra à l'Espagne d'être championne du monde. Quelques minutes avant la fin du match, Torres se blesse à l'adducteur gauche.
À 26 ans, il est à la tête d'un palmarès important en sélection avec quatre coupes d'Europe (dont deux en catégorie jeune - 19ans) et une coupe du monde.
À la suite de sa mauvaise saison 2010-2011, Torres est dépassé par d'autres attaquants espagnols, comme Negredo ou Llorente, à l'image du match contre le Liechtenstein du 6 septembre 2011 où Negredo et Villa inscrivent chacun un doublé. Le 7 octobre 2011, il fait son retour en sélection pour le match contre la Tchéquie à la suite d'un retour de forme en championnat. 

#### Euro 2012
Fernando Torres est sélectionné pour jouer l'Euro 2012 au détriment de Soldado. Torres marque son premier but de l'année sous le maillot de l'Espagne contre la Corée du Sud.
Le 14 juin 2012, lors du match opposant l'Espagne et l'Irlande, Torres marque un doublé. Remplacé par Cesc Fàbregas, il est élu homme du match.
Lors de la finale face à l'Italie, il remplace Fàbregas à la 75e minute alors que l'Espagne mène 2 à 0 et joue à 11 contre 10 à la suite de la blessure de Thiago Motta, troisième changement de l'équipe italienne, qui venait de rentrer 5 minutes auparavant. Neuf minutes plus tard, il marque le troisième but ibérique à la suite d'une passe de Xavi Hernández, puis à la 88e minute, il donne une passe à Juan Mata qui clôt le score de cette finale (4-0) et offre donc à l'Espagne un triplé Euro - Coupe du monde - Euro, ce qu'aucune équipe n'avait réussi jusque-là. À la suite de ce but, Torres devient le premier joueur de l'histoire à marquer lors de deux finales du Championnat d'Europe des nations.
Lors de cet Euro 2012, Fernando Torres remporte le titre de meilleur buteur (3), à égalité avec Mario Gómez, Mario Balotelli, Cristiano Ronaldo, Mario Mandžukić et Alan Dzagoev.
Le 7 septembre 2012, neuf ans après ses débuts avec la Roja, Torres dispute son 100e match pour l'Espagne lors d'un match amical à Pontevedra (Galice) face à l'Arabie saoudite (victoire 5 à 0).
Vicente del Bosque décide de se passer des services de Fernando Torres les 22 et 26 mars 2013 (matchs de qualifications pour la coupe du monde 2014 contre la Finlande et la France), lui préférant à un David Villa en forme.
Torres est sélectionné pour la Coupe des confédérations 2013 au Brésil.
Le 20 juin 2013, il s'illustre en marquant un quadruplé face à la modeste sélection de Tahiti en Coupe des confédérations. Un match que l'Espagne remportera sur le score historique de 10 but à 0.
Le 23 juin 2013, il marque un but contre le Nigeria (victoire 3-0). L'Espagne perd en finale (0-3) contre le Brésil mais Torres remporte le trophée de meilleur buteur de la Coupe des confédérations avec un total de cinq buts.
Il n'est cependant plus sélectionné en équipe nationale après l'été 2013 en raison de blessures survenant pendant les périodes de trêves internationales.

#### Coupe du monde 2014 et dernières sélections
Il fait partie du groupe élargi de 30 joueurs présélectionnés pour le mondial brésilien. Il joue et marque un but sur pénalty lors du match opposant l'Espagne à la Bolivie. Il est ensuite sélectionné dans le groupe des 23 joueurs espagnols s'envolant pour le Brésil.

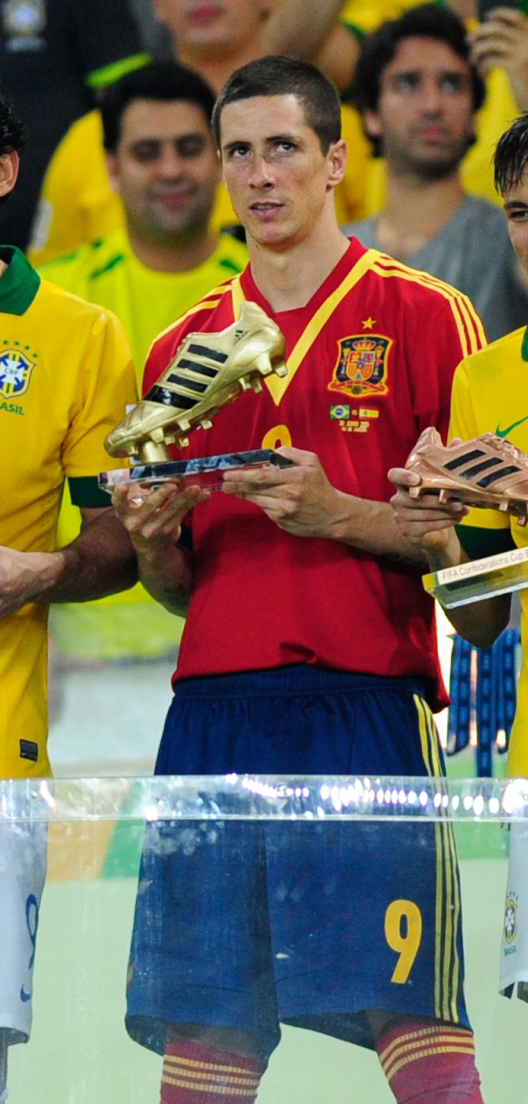
Torres recevant le prix de meilleur buteur lors de la Coupe des confédérations 2013.

Le 23 juin 2014,à l'Arena da Baixada à Curitiba, il marque le 2e but pour le dernier match de l'Espagne en Coupe du monde face à l'Australie (score final 3-0).
Il ne fait pas partie de la liste des joueurs espagnols sélectionnés pour disputer l'Euro 2016.

### Vie privée
Fernando Torres est marié à son amie d'enfance, Olalla Dominguez, avec qui il a trois enfants : Nora (née le 11 juillet 2009), Léo (né le 6 décembre 2010) et Elsa (née le 26 octobre 2015).

### Hommages
Le 1er septembre 2011 est inauguré le Stade Fernando Torres à Fuenlabrada d'où est originaire le joueur.

## Carrière d'entraîneur
Le 25 juillet 2021, Fernando Torres devient entraîneur de l'équipe junior de l'Atlético de Madrid.
À partir de la saison 2024-2025, il est l’entraîneur de l’équipe réserve de l’Atletico de Madrid.

## Statistiques

### Statistiques détaillées
| Saison                | Club                      | Championnat           | Championnat | Championnat | Championnat | Coupe nationale | Coupe nationale | Coupe nationale | Coupe de la Ligue | Coupe de la Ligue | Coupe de la Ligue | Supercoupe | Supercoupe | Supercoupe | Compétition(s) continentale(s) | Compétition(s) continentale(s) | Compétition(s) continentale(s) | Compétition(s) continentale(s) | Autres compétitions | Autres compétitions | Autres compétitions | Espagne | Espagne | Espagne | Total | Total | Total |
| Saison                | Club                      | Division              | M.          | B.          | P.d.        | M.              | B.              | P.d.            | M.                | B.                | P.d.              | M.         | B.         | P.d.       | Comp.                          | M.                             | B.                             | P.d.                           | M.                  | B.                  | P.d.                | M.      | B.      | P.d.    | M.    | B.    | P.d.  |
| 2000-2001             | Atlético de Madrid        | Segunda División      | 4           | 1           | 0           | 2               | 0               | 0               | -                 | -                 | -                 | -          | -          | -          | -                              | -                              | -                              | -                              | -                   | -                   | -                   | -       | -       | -       | 6     | 1     | 0     |
| 2001-2002             | Atlético de Madrid        | Segunda División      | 36          | 6           | 4           | 1               | 1               | 0               | -                 | -                 | -                 | -          | -          | -          | -                              | -                              | -                              | -                              | -                   | -                   | -                   | -       | -       | -       | 37    | 7     | 4     |
| 2002-2003             | Atlético de Madrid        | Primera División      | 29          | 13          | 2           | 3               | 1               | 0               | -                 | -                 | -                 | -          | -          | -          | -                              | -                              | -                              | -                              | -                   | -                   | -                   | -       | -       | -       | 32    | 14    | 2     |
| 2003-2004             | Atlético de Madrid        | Primera División      | 35          | 19          | 3           | 5               | 2               | 0               | -                 | -                 | -                 | -          | -          | -          | -                              | -                              | -                              | -                              | -                   | -                   | -                   | 9       | 1       | 1       | 49    | 22    | 4     |
| 2004-2005             | Atlético de Madrid        | Primera División      | 38          | 16          | 3           | 6               | 2               | 0               | -                 | -                 | -                 | -          | -          | -          | CI                             | 5                              | 2                              | 2                              | -                   | -                   | -                   | 10      | 2       | 0       | 59    | 22    | 5     |
| 2005-2006             | Atlético de Madrid        | Primera División      | 36          | 13          | 3           | 4               | 0               | 1               | -                 | -                 | -                 | -          | -          | -          | -                              | -                              | -                              | -                              | -                   | -                   | -                   | 15      | 10      | 2       | 55    | 23    | 6     |
| 2006-2007             | Atlético de Madrid        | Primera División      | 36          | 14          | 5           | 4               | 1               | 0               | -                 | -                 | -                 | -          | -          | -          | -                              | -                              | -                              | -                              | -                   | -                   | -                   | 8       | 1       | 0       | 48    | 16    | 5     |
| Sous-total            | Sous-total                | Sous-total            | 214         | 82          | 20          | 25              | 7               | 1               | -                 | -                 | -                 | -          | -          | -          | -                              | 5                              | 2                              | 2                              | -                   | -                   | -                   | 42      | 14      | 3       | 286   | 105   | 26    |
| 2007-2008             | Liverpool FC              | Premier League        | 33          | 24          | 4           | 1               | 0               | 1               | 1                 | 3                 | 0                 | -          | -          | -          | C1                             | 11                             | 6                              | 0                              | -                   | -                   | -                   | 12      | 3       | 0       | 58    | 36    | 5     |
| 2008-2009             | Liverpool FC              | Premier League        | 24          | 14          | 3           | 3               | 1               | 1               | 2                 | 0                 | 0                 | -          | -          | -          | C1                             | 9                              | 2                              | 1                              | -                   | -                   | -                   | 13      | 5       | 2       | 51    | 22    | 7     |
| 2009-2010             | Liverpool FC              | Premier League        | 22          | 18          | 3           | 2               | 0               | 0               | -                 | -                 | -                 | -          | -          | -          | C1+C3                          | 4+4                            | 0+4                            | 0                              | -                   | -                   | -                   | 13      | 2       | 0       | 45    | 24    | 3     |
| 2010-2011             | Liverpool FC              | Premier League        | 23          | 9           | 3           | 1               | 0               | 0               | -                 | -                 | -                 | -          | -          | -          | C3                             | 2                              | 0                              | 0                              | -                   | -                   | -                   | 2       | 2       | 0       | 28    | 11    | 3     |
| Sous-total            | Sous-total                | Sous-total            | 102         | 65          | 13          | 7               | 1               | 2               | 3                 | 3                 | 0                 | -          | -          | -          | -                              | 30                             | 12                             | 1                              | -                   | -                   | -                   | 40      | 12      | 2       | 182   | 93    | 18    |
| 2010-2011             | Chelsea FC                | Premier League        | 14          | 1           | 2           | 1               | 0               | 0               | -                 | -                 | -                 | -          | -          | -          | C1                             | 4                              | 0                              | 0                              | -                   | -                   | -                   | 4       | 1       | 0       | 23    | 2     | 2     |
| 2011-2012             | Chelsea FC                | Premier League        | 32          | 6           | 4           | 6               | 2               | 4               | 1                 | 0                 | 0                 | -          | -          | -          | C1                             | 10                             | 3                              | 4                              | -                   | -                   | -                   | 12      | 4       | 0       | 61    | 15    | 12    |
| 2012-2013             | Chelsea FC                | Premier League        | 36          | 8           | 6           | 5               | 1               | 0               | 4                 | 2                 | 1                 | 1          | 1          | 0          | C1+C3                          | 6+9                            | 3+6                            | 0                              | 3                   | 1                   | 0                   | 8       | 5       | 1       | 72    | 27    | 8     |
| 2013-2014             | Chelsea FC                | Premier League        | 28          | 5           | 5           | 2               | 0               | 0               | 1                 | 1                 | 1                 | -          | -          | -          | C1                             | 9                              | 4                              | 0                              | 1                   | 1                   | 0                   | 4       | 2       | 1       | 45    | 13    | 7     |
| Sous-total            | Sous-total                | Sous-total            | 110         | 20          | 17          | 13              | 3               | 4               | 6                 | 3                 | 2                 | 1          | 1          | 0          | -                              | 38                             | 16                             | 4                              | 4                   | 2                   | 0                   | 28      | 12      | 2       | 200   | 57    | 29    |
| 2014-2015             | Milan AC (prêt)           | Serie A               | 10          | 1           | 0           | -               | -               | -               | -                 | -                 | -                 | -          | -          | -          | -                              | -                              | -                              | -                              | -                   | -                   | -                   | -       | -       | -       | 10    | 1     | 0     |
| Sous-total            | Sous-total                | Sous-total            | 10          | 1           | 0           | -               | -               | -               | -                 | -                 | -                 | -          | -          | -          | -                              | -                              | -                              | -                              | -                   | -                   | -                   | -       | -       | -       | 10    | 1     | 0     |
| 2014-2015             | Atlético de Madrid (prêt) | Liga                  | 19          | 3           | 1           | 4               | 3               | 0               | -                 | -                 | -                 | -          | -          | -          | C1                             | 3                              | 0                              | 0                              | -                   | -                   | -                   | -       | -       | -       | 26    | 6     | 1     |
| 2015-2016             | Atlético de Madrid (prêt) | Liga                  | 30          | 11          | 5           | 2               | 0               | 0               | -                 | -                 | -                 | -          | -          | -          | C1                             | 12                             | 1                              | 1                              | -                   | -                   | -                   | -       | -       | -       | 44    | 12    | 6     |
| 2016-2017             | Atlético de Madrid        | Liga                  | 31          | 8           | 5           | 5               | 1               | 0               | -                 | -                 | -                 | -          | -          | -          | C1                             | 9                              | 1                              | 1                              | -                   | -                   | -                   | -       | -       | -       | 45    | 10    | 6     |
| 2017-2018             | Atlético de Madrid        | Liga                  | 27          | 5           | 0           | 6               | 3               | 1               | -                 | -                 | -                 | -          | -          | -          | C1+C3                          | 5+7                            | 0+2                            | 1+0                            | -                   | -                   | -                   | -       | -       | -       | 45    | 10    | 2     |
| Sous-total            | Sous-total                | Sous-total            | 107         | 27          | 11          | 17              | 7               | 1               | -                 | -                 | -                 | -          | -          | -          | -                              | 36                             | 4                              | 3                              | -                   | -                   | -                   | -       | -       | -       | 160   | 38    | 15    |
| 2018                  | Sagan Tosu                | J League              | 17          | 3           | 2           | 2               | 1               | 0               | -                 | -                 | -                 | -          | -          | -          | -                              | -                              | -                              | -                              | -                   | -                   | -                   | -       | -       | -       | 19    | 4     | 2     |
| 2019                  | Sagan Tosu                | J League              | 18          | 2           | 0           | 1               | 1               | 0               | 2                 | 0                 | 0                 | -          | -          | -          | -                              | -                              | -                              | -                              | -                   | -                   | -                   | -       | -       | -       | 21    | 3     | 0     |
| Sous-total            | Sous-total                | Sous-total            | 35          | 5           | 2           | 3               | 2               | 0               | 2                 | 0                 | 0                 | -          | -          | -          | -                              | -                              | -                              | -                              | -                   | -                   | -                   | -       | -       | -       | 40    | 7     | 2     |
| Total sur la carrière | Total sur la carrière     | Total sur la carrière | 578         | 200         | 63          | 65              | 20              | 8               | 11                | 6                 | 2                 | 1          | 1          | 0          | -                              | 109                            | 34                             | 10                             | 4                   | 2                   | 0                   | 110     | 38      | 7       | 878   | 301   | 90    |

### Buts en sélection
| Buts en sélection de Fernando Torres | Buts en sélection de Fernando Torres | Buts en sélection de Fernando Torres   | Buts en sélection de Fernando Torres | Buts en sélection de Fernando Torres | Buts en sélection de Fernando Torres | Buts en sélection de Fernando Torres    |
| #                                    | Date                                 | Lieu                                   | Adversaire                           | Score                                | Résultats                            | Compétitions                            |
| ------------------------------------ | ------------------------------------ | -------------------------------------- | ------------------------------------ | ------------------------------------ | ------------------------------------ | --------------------------------------- |
| 1                                    | 28 avril 2004                        | Stade Luigi-Ferraris, Gênes            | Italie                               | 1-0                                  | 1-1                                  | Match amical                            |
| 2                                    | 9 février 2005                       | Stade des Jeux Méditerranéens, Almería | Saint-Marin                          | 2-0                                  | 5-0                                  | Éliminatoires de la Coupe du monde 2006 |
| 3                                    | 26 mars 2005                         | Estadio El Helmántico, Salamanque      | Chili                                | 1-0                                  | 3-0                                  | Match amical                            |
| 4                                    | 8 octobre 2005                       | Stade Roi Baudouin, Bruxelles          | Belgique                             | 1-0                                  | 2-0                                  | Éliminatoires de la Coupe du monde 2006 |
| 5                                    | 8 octobre 2005                       | Stade Roi Baudouin, Bruxelles          | Belgique                             | 2-0                                  | 2-0                                  | Éliminatoires de la Coupe du monde 2006 |
| 6                                    | 12 octobre 2005                      | Stadio Olimpico, Serravalle            | Saint-Marin                          | 2-0                                  | 6-0                                  | Éliminatoires de la Coupe du monde 2006 |
| 7                                    | 12 octobre 2005                      | Stadio Olimpico, Serravalle            | Saint-Marin                          | 5-0                                  | 6-0                                  | Éliminatoires de la Coupe du monde 2006 |
| 8                                    | 12 octobre 2005                      | Stadio Olimpico, Serravalle            | Saint-Marin                          | 6-0                                  | 6-0                                  | Éliminatoires de la Coupe du monde 2006 |
| 9                                    | 12 novembre 2005                     | Stade Vicente Calderón, Madrid         | Slovaquie                            | 3-1                                  | 5-1                                  | Barrages de la Coupe du monde 2006      |
| 10                                   | 7 juin 2006                          | Stade de Genève, Genève                | Croatie                              | 2-1                                  | 2-1                                  | Match amical                            |
| 11                                   | 14 juin 2006                         | Zentralstadion, Leipzig                | Ukraine                              | 4-0                                  | 4-0                                  | Coupe du monde 2006                     |
| 12                                   | 19 juin 2006                         | Mercedes-Benz Arena, Stuttgart         | Tunisie                              | 2-1                                  | 3-1                                  | Coupe du monde 2006                     |
| 13                                   | 19 juin 2006                         | Mercedes-Benz Arena, Stuttgart         | Tunisie                              | 3-1                                  | 3-1                                  | Coupe du monde 2006                     |
| 14                                   | 2 septembre 2006                     | Estadio Nuevo Vivero, Badajoz          | Liechtenstein                        | 1-0                                  | 4-0                                  | Éliminatoires Euro 2008                 |
| 15                                   | 12 septembre 2007                    | Estadio Carlos Tartiere, Oviedo        | Lettonie                             | 2-0                                  | 2-0                                  | Éliminatoires Euro 2008                 |
| 16                                   | 14 juin 2008                         | Tivoli Neu, Innsbruck                  | Suède                                | 1-0                                  | 2-1                                  | Euro 2008                               |
| 17                                   | 29 juin 2008                         | Ernst-Happel-Stadion, Vienne           | Allemagne                            | 1-0                                  | 1-0                                  | Euro 2008                               |
| 18                                   | 19 novembre 2008                     | El Madrigal, Vila-real                 | Chili                                | 2-0                                  | 3-0                                  | Match amical                            |
| 19                                   | 9 juin 2009                          | Tofik Bakhramov, Bakou                 | Azerbaïdjan                          | 6-0                                  | 6-0                                  | Match amical                            |
| 20                                   | 14 juin 2009                         | Royal Bafokeng Stadium, Rustenburg     | Nouvelle-Zélande                     | 1-0                                  | 5-0                                  | Coupe des confédérations 2009           |
| 21                                   | 14 juin 2009                         | Royal Bafokeng Stadium, Rustenburg     | Nouvelle-Zélande                     | 2-0                                  | 5-0                                  | Coupe des confédérations 2009           |
| 22                                   | 14 juin 2009                         | Royal Bafokeng Stadium, Rustenburg     | Nouvelle-Zélande                     | 3-0                                  | 5-0                                  | Coupe des confédérations 2009           |
| 23                                   | 12 août 2009                         | Philip II Arena, Skopje                | Macédoine du Nord                    | 1-2                                  | 3-2                                  | Match amical                            |
| 24                                   | 8 juin 2010                          | Estadio de La Condomina, Murcie        | Pologne                              | 5-0                                  | 6-0                                  | Match amical                            |
| 25                                   | 3 septembre 2010                     | Rheinpark Stadion, Vaduz               | Liechtenstein                        | 1-0                                  | 4-0                                  | Éliminatoires Euro 2012                 |
| 26                                   | 3 septembre 2010                     | Rheinpark Stadion, Vaduz               | Liechtenstein                        | 3-0                                  | 4-0                                  | Éliminatoires Euro 2012                 |
| 27                                   | 4 juin 2011                          | Gillette Stadium, Foxborough           | États-Unis                           | 4-0                                  | 4-0                                  | Match amical                            |
| 28                                   | 30 mai 2012                          | Stade de Suisse, Berne                 | Corée du Sud                         | 1-0                                  | 4-1                                  | Match amical                            |
| 29                                   | 14 juin 2012                         | PGE Arena Gdańsk, Gdańsk               | République d'Irlande                 | 1-0                                  | 4-0                                  | Euro 2012                               |
| 30                                   | 14 juin 2012                         | PGE Arena Gdańsk, Gdańsk               | République d'Irlande                 | 3-0                                  | 4-0                                  | Euro 2012                               |
| 31                                   | 1er juillet 2012                     | Stade olympique de Kiev, Kiev          | Italie                               | 3-0                                  | 4-0                                  | Euro 2012                               |
| 32                                   | 20 juin 2013                         | Estádio do Maracanã, Rio de Janeiro    | Tahiti                               | 1-0                                  | 10-0                                 | Coupe des confédérations 2013           |
| 33                                   | 20 juin 2013                         | Estádio do Maracanã, Rio de Janeiro    | Tahiti                               | 3-0                                  | 10-0                                 | Coupe des confédérations 2013           |
| 34                                   | 20 juin 2013                         | Estádio do Maracanã, Rio de Janeiro    | Tahiti                               | 6-0                                  | 10-0                                 | Coupe des confédérations 2013           |
| 35                                   | 20 juin 2013                         | Estádio do Maracanã, Rio de Janeiro    | Tahiti                               | 9-0                                  | 10-0                                 | Coupe des confédérations 2013           |
| 36                                   | 23 juin 2013                         | Castelão, Fortaleza                    | Nigeria                              | 2-0                                  | 3-0                                  | Coupe des confédérations 2013           |
| 37                                   | 30 mai 2014                          | Sánchez Pizjuán, Séville               | Bolivie                              | 1-0                                  | 2-0                                  | Match amical                            |
| 38                                   | 23 juin 2014                         | Arena da Baixada, Curitiba             | Australie                            | 2-0                                  | 3-0                                  | Coupe du monde 2014                     |

## Palmarès
Fernando Torres est, avec Juan Mata, Pedro, Jürgen Kohler et Andreas Möller, dans le cercle fermé des joueurs ayant gagné les quatre titres internationaux considérés comme majeurs ; la Coupe du monde (2010), l'Euro (2008 et 2012), la Ligue des champions (2012) et la Ligue Europa (2013 et 2018).

### En club
| - Championnat d'Espagne D2 - Champion en 2002 - Ligue Europa - Vainqueur en 2018 - La Liga - Vice-champion en 2018 - Ligue des champions - Finaliste en 2016 - Coupe Intertoto - Finaliste en 2004 |  | - Premier League - Vice-champion en 2009 |  | - Coupe d'Angleterre - Vainqueur en 2012 - Ligue Europa - Vainqueur en 2013 - Ligue des champions - Vainqueur en 2012 - Premier League - Vice-champion en 2011 - Coupe du monde des clubs - Finaliste en 2012 - Community Shield - Finaliste en 2012 - Supercoupe de l'UEFA - Finaliste en 2012 et 2013 |
| |  |                                          |  | |

### En sélection
| - Championnat d'Europe des moins de 16 ans - Champion en 2001 |  | - Championnat d'Europe des moins de 19 ans - Champion en 2002 |  | - Championnat d'Europe - Champion en 2008 et 2012 - Coupe du monde - Vainqueur en 2010 - Coupe des confédérations - Finaliste en 2013 |
|                                                               |  |                                                               |  | |

### Récompenses individuelles
- 3e au Ballon d'or 2008[39].
- 3e Meilleur footballeur de l'année FIFA en 2008
- 3e Meilleur buteur de l'histoire en Coupe des confédérations (8 buts)
- Meilleur buteur de la Coupe des confédérations 2013 (5 buts)
- Meilleur buteur de l'Euro des moins de 16 ans en 2001 (7 buts) ; élu meilleur joueur de la compétition
- Meilleur buteur de l'Euro des moins de 19 ans en 2002 (4 buts) ; élu meilleur joueur de la compétition
- Joueur du mois du championnat d'Angleterre en février 2008 et septembre 2009.
- Membre de l'équipe-type de FIFA/FIFPro World XI en 2008 et 2009[40].
- Membre de l'équipe-type de la Coupe des confédérations 2013
- Membre de l'équipe type de l'année UEFA en 2008
- Membre de l'équipe-type de l'Euro 2008
- Meilleur buteur de l'Euro 2012 (3 buts)
- Meilleur buteur Espagnol de l'histoire en phase finale de l'Euro (5 buts)
- Seul joueur à avoir marqué lors de 2 finales de Championnat d'Europe
- Premier joueur à avoir marqué dans 8 compétitions différentes en une seule saison (Premier League, FA Cup, League Cup, Ligue des champions, Ligue Europa, Community Shield, Supercoupe d'Europe, Coupe du monde des clubs)

## Filmographie
Fernando Torres fait une courte apparition dans le film espagnol Torrente 3: El Protector.
Guest-star dans le clip Oh Africa d'Akon et Keri Hilson
Il apparaît également dans le clip Ya nada volverá a ser como antes du groupe El Canto del Loco.

## Livres
En 2009, il a sorti une autobiographie intitulée Torres: El Niño: My Story
En 2011, il a sorti un autre livre, intitulé Number Nine.